# Macrorrhyncha winnertzi
Macrorrhyncha winnertzi är en tvåvingeart som först beskrevs av Tarwid 1936.  Macrorrhyncha winnertzi ingår i släktet Macrorrhyncha och familjen platthornsmyggor. Inga underarter finns listade i Catalogue of Life.